# Ariadna lebronneci
Espèce
Ariadna lebronneci est une espèce d'araignées aranéomorphes de la famille des Segestriidae.

## Distribution
Cette espèce est endémique des îles Marquises en Polynésie française.

## Description
La femelle holotype mesure 8 mm.

## Publication originale
- Berland, 1933 : Araignées des îles Marquises. Bernice P. Bishop Museum Bulletin, vol. 114, p. 39-70 (texte intégral).